# SAPPUKEI
『SAPPUKEI』は、ナンバーガールのメジャー2枚目(通算3枚目)のオリジナル・アルバム。

## 解説
ザ・フレーミング・リップスなどのバンドのプロデュースで知られるデイヴ・フリッドマンをプロデューサーに迎えている。なお、デイヴは後にナンバーガールの『NUM-HEAVYMETALLIC』や、ZAZEN BOYSの『ZAZEN BOYS 4』といったアルバムのプロデュースも手がけている。
ナンバーガールの出身地である福岡県の方言・博多弁が歌詞の随所に用いられている。
日本の音楽雑誌「snoozer」が2007年12月号で発表した「日本のロック・ポップアルバム究極の150枚」に於いて37位にランクインした。

## 収録曲
1. BRUTAL NUMBER GIRL
歌詞中に登場する「平尾駅」は、福岡市に実在する駅である。
2. ZEGEN VS UNDERCOVER
3. SASU-YOU
次曲と繋がっている。
4. URBAN GUITAR SAYONARA
同年5月31日にシングルとして発売された楽曲のアルバム・バージョン。
5. ABSTRACT TRUTH
6. TATTOOあり
7. SAPPUKEI
8. U-REI
9. YARUSE NAKIKO の BEAT
10. TRAMPOLINE GIRL
11. BRUTAL MAN